# Kovūr
Kovūr är en ort i Indien.   Den ligger i distriktet Nellore och delstaten Andhra Pradesh, i den södra delen av landet, 1 600 km söder om huvudstaden New Delhi. Kovūr ligger 25 meter över havet och antalet invånare är 35 600.
Terrängen runt Kovūr är mycket platt. Runt Kovūr är det tätbefolkat, med 343 invånare per kvadratkilometer. Närmaste större samhälle är Nellore, 5,2 km söder om Kovūr. Omgivningarna runt Kovūr är en mosaik av jordbruksmark och naturlig växtlighet.